# Periophthalmus malaccensis
A Periophthalmus malaccensis a csontos halak (Osteichthyes) főosztályának a sugarasúszójú halak (Actinopterygii) osztályába, ezen belül a sügéralakúak (Perciformes) rendjébe, a gébfélék (Gobiidae) családjába és az iszapugró gébek (Oxudercinae) alcsaládjába tartozó faj.

## Előfordulása
A Periophthalmus malaccensis előfordulási területe a Csendes-óceán nyugati felén van. Szingapúr partjain fedezték fel, de azóta megtalálták a fülöp-szigeteki és az indonéziai állományait is.

## Megjelenése
Ez a halfaj legfeljebb 9 centiméter hosszú. A hasúszók csak részben vannak összeforrva. Az első hátúszója közepes méretű, és a széle lekerekített; 9-10 tüske ül rajta. A szélének közelében egy barna csík húzódik; emellett pedig több kis, fehér pont látható; az első tüskéje hosszabb, mint a többi. A második hátúszón egy szürke csík van. A két hátúszó nincs összekötve. Egy hosszanti sorban 47-61 pikkely ül.

## Életmódja
Trópusi halfaj, amely egyaránt megél az édes-, sós- és brakkvízben is. Az oxigént képes, egyenesen a levegőből kivenni, azzal a feltétellel, ha nedvesek a kopoltyúi és a bőre. A víz alá is lemerülhet.